# 長崎県道208号礫石原松尾停車場線
長崎県道208号礫石原松尾停車場線（ながさきけんどう208ごう くれいしばるまつおていしゃじょうせん）は、長崎県島原市を通る一般県道である。

## 概要
島原市礫石原町から島原市有明町大三東乙に至る。国道251号との重複区間がある。

### 路線データ
- 起点：島原市礫石原町（長崎県道58号愛野島原線交点）
- 終点：島原市有明町大三東乙（島原鉄道線 松尾駅前）
- 総延長：5.4 km

## 路線状況

### 重複区間
- 長崎県道202号野田島原線（島原市稗田町）
- 国道251号（島原市大手原町 - 島原市有明町大三東甲）

### 道路施設

#### 橋梁
- 西川橋（西川、島原市、国道251号重複区間内）
- 三会大橋（中野川、島原市、国道251号重複区間内）

## 地理

### 通過する自治体
- 島原市

### 交差する道路
| 交差する道路                                               | 交差する場所   | 交差する場所 |
| ---------------------------------------------------------- | -------------- | ------------ |
| 長崎県道58号愛野島原線                                     | 礫石原町       | 起点         |
| 国道251号 / 島原道路 島原半島広域農道 / 雲仙グリーンロード | 出の川町       | 島原三会IC   |
| 長崎県道202号野田島原線 重複区間起点                       | 稗田町         |              |
| 長崎県道202号野田島原線 重複区間終点                       | 稗田町         |              |
| 国道251号 重複区間起点                                     | 大手原町       |              |
| 長崎県道202号野田島原線                                    | 有明町大三東甲 |              |
| 国道251号 重複区間終点                                     | 有明町大三東甲 |              |

### 交差する鉄道
- 島原鉄道線

### 沿線
- 島原鉄道線
  - 三会駅 - 松尾駅